# Laszlo De Paepe
Laszlo De Paepe (24 juni 1996) is een Belgisch volleyballer.

## Levensloop
De Paepe was actief bij VDK Gent. in 2017 maakte hij de overstap naar Lindemans Aalst en sinds 2019 is hij actief bij Volley Haasrode Leuven. In 2020 liep hij een zware kruisbandblessure op aan zijn knie.
Daarnaast was hij actief bij het Belgisch volleybalteam, de Red Dragons.
De Paepe studeerde arbeidspsychologie aan de UGent. Zijn zus Nikita is eveneens actief in het volleybal.